# Jacques Passynkov
Jacques Passinkov est une nouvelle publiée en 1856 de l'écrivain russe Ivan Tourgueniev.

## Arguments
Le narrateur, un jeune homme de l’aristocratie de Saint-Pétersbourg, est amoureux de Sophie Zlotnitski, une jeune fille réservée et de bonne famille. Or cette même Sophie aime Constantin Assanov, un jeune homme grossier et imbu de lui-même. Le narrateur ainsi qu’un de ses amis d’enfance, Jacques Passinkov, passe beaucoup de temps chez les Zlotnitski, avec Sophie et sa sœur Barbe. Le narrateur met Sophie mal à l’aise en révélant qu’il connaît son histoire avec Assanov. Sophie en veut au narrateur et se marie peu après. Le narrateur part alors faire carrière en Sibérie et ne revoit plus Passinkov pendant longtemps. Il retrouve Passinkov à l’article de la mort et il a le temps de prendre soin de lui quelques jours avant qu’il ne rende l’âme. Passinkov lui révèle alors que lui aussi aimait Sophie et qu’il n’a jamais cessé de l’aimer. Le narrateur croise une dernière fois Sophie dans un hôtel : elle est malheureuse à cause de la vie débridée d’Assanov bien qu’elle ait une fille. Le narrateur révèle à Sophie l’amour de Passinkov, et Sophie lui révèle que la sœur de Sophie n’a jamais cessé d’aimer Passinkov. Enfin, le narrateur rencontre Maria, une jeune fille qui a vécu avec Passinkov et que ce dernier n’avait pas mentionnée avant de mourir.

## Personnages
Jacques Passinkov, qui donne son titre à la nouvelle, est presque irréel tant il est idéal. En effet, le narrateur souligne sans arrêt sa bonté d’âme et sa droiture morale. Il est souvent désigné comme un romantique et se reproche lui-même de ne pas avoir su devenir un « homme pratique ».
Le narrateur est assez peu étudié psychologiquement. Cependant, on voit qu’il a la force de dépasser son amour pour Sophie en se déplaçant et en commençant une nouvelle vie avec ambition. Le personnage reste digne et honore Passinkov après sa mort, il est présenté sous un jour positif.
Sophie n’est presque pas décrite psychologiquement, on peut faire l’hypothèse cependant que Tourgueniev condamne son aveuglement aux défauts d’Assanov qui la pousse à se construire un avenir malheureux.
Assanov est présenté négativement à tout point de vue. Il apparaît d’abord arrogant, puis jouit de l’amour de Sophie sans le mériter avant, enfin, de se laisser aller au vice sans prendre soin de Sophie.

## Source
Le texte traduit par E. Jaubert paraît dans L'Abandonnée, suivi de Jacques Passinkov et de André Kolossov chez Stock  (ISBN 2-234-01656-8)